# Sarbanissa poecila
Sarbanissa poecila är en fjärilsart som beskrevs av Jordan 1912. Sarbanissa poecila ingår i släktet Sarbanissa och familjen nattflyn. Inga underarter finns listade.